# Bratrstvo (Jirásek)
Bratrstvo je třídílná kniha Aloise Jiráska z období husitství. Navazuje na knihy Mezi proudy a Proti všem, avšak její děj se nyní odehrává na Slovensku. Husitství sice zažívá velký rozmach, ale nemá s původním táborským vzorem moc společného. Ačkoliv hlavní hrdinové mají kladné vlastnosti typické pro Žižkovy bojovníky – odvahu, čest a ochotu vždy hájit boží pravdu, setkáváme se u nich rovněž s mnohými zápornými rysy. Většina z nich holduje častému pití a války jsou pro ně vším. Neumí nic jiného než bojovat a to nejen bránit své území, ale také přepadat a loupit.
Jirásek tento úpadek velmi pečlivě popisuje a trilogii dovede až do doby, kdy Bratrstvo zaniká. Valná část žoldnéřů padne a kdo ne, žene se dále za kořistí. Vojáci už neslouží „vyšším cílům“ jako původní husité, ale putují pouze tam, kde dostanou větší žold.

## Podrobný děj

### Svazek I – Bitva u Lučence
Do zemanské rodiny Koziců se z bitev ve službách Jana Jiskry vrátil nejstarší syn, Janko. Přivezl si velkou kořist, a tak láká svého nejmladšího bratra, Ondrejka, a další pány ze sousedství, aby se na příští výpravu vydali s ním. Starý otec však nechce Ondrejka pustit, protože Janko se nevrátil s prostředním bratrem, Štefanem. Ten ale zanedlouho přijde, jenže těžce zmrzačený. Padl do zajetí a Uhři mu usekli obě ruce a vypíchli oko. Otec se velmi rozzlobil a Ondrejka s Jankem poslal, jen aby se pomstil. Družina zemanů z celého okolí se tedy vypraví za Janem Jiskrou.

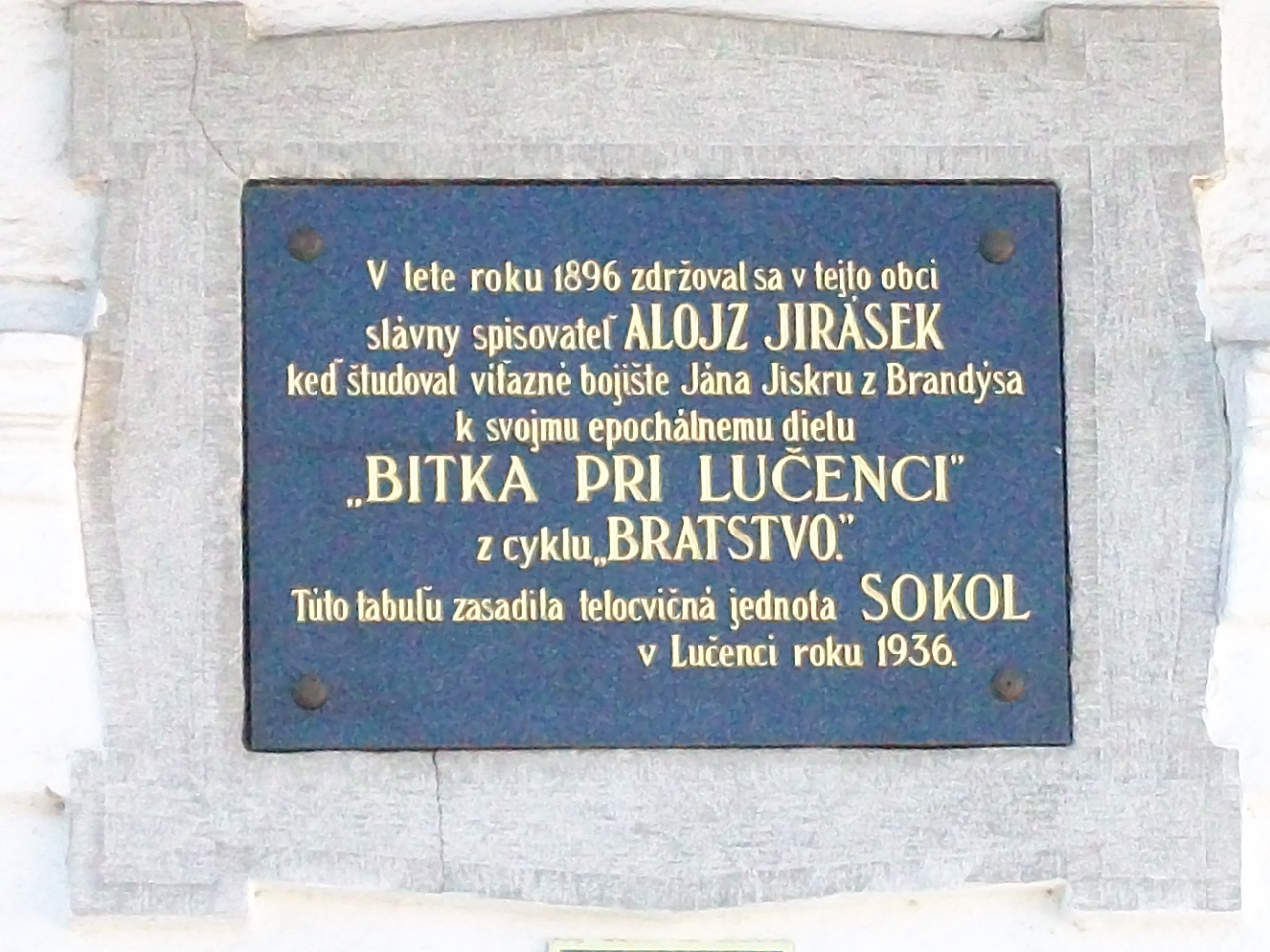
Pamětní tabule Aloise Jiráska v Lučenci

Stejným směrem míří i rota „Pobery z Lomu nevím kam domů“, válečníka, který málem padl v bitvě s Němci. Vyvázl sice živý, ale holou hlavu mu zdobilo třináct jizev. Pobera se na své cestě zastavil u Žiliny a jeho vojsko přenocovalo před branami. Pobera se však seznámil se zadluženým Žiliňanem Bodorovským, jenž přišel na nápad, že by své dluhy mohl splatit prodáním ženy. Uherskou manželku také kdysi koupil a vzhledem k její kráse by ji mohl prodat za hodně peněz. Temperamentní Mária je v Žilině nešťastná a neustále touží spatřit svého milého, Imricha. Nemá o něm vůbec žádné zprávy, ale když ji Bodorovský nabídne, že se vydají na cestu, souhlasí. Pobera se ji ovšem od začátku protiví a když zjistí, že ji manžel prodal právě mu, hodně se naštve. Rotmistr se snaží získat její srdce, ale Mária se spolčí s dalším vojevůdcem, Talafúsem, který ji tajně odveze pryč. Pobera se ve vzteku snaží Márii najít, jenže to už volají povinnosti – musí na výpravu do Uher.
Tam se vydá společně s oddílem Janka Kozice. Jejich houfy se sice rozdělí, ale oba jsou úspěšné a vrátí se s velkou kořistí. Janko ovšem přišel o tři jízdné – zemany zajali Uhři – a také bratr Ondrejko byl těžce raněn. Při návratu se Kozicové utáboří na Lučenci. Zatímco se Ondrejko jen pozvolna zotavuje (hlavně díky masti, kterou má od své Zuzky), Janko odjíždí na jiný hrad. Pobera rovněž míří jinam.
Mária se schovává na hradě u Talafúse, ale je tam spíš jako ve vězení. Talafús se navíc také snaží dostat do její přízně, čehož Mária využívá k vylepšení situace uherských zajatců, svých krajanů. Podaří se jí navíc vypátrat stopu svého Imricha. K jejímu zármutku však má potvrzené, že Imrich padl. Zasloužil se o to Talafús (aniž by o tom věděl) a Mária se rozhodne škodit Talafúsovi, kde jen může. Nejprve ale vyvolá zdání, že se stane jeho ženou – právě tak si jej omotá kolem prstu.
Uhři mezitím dorazí k Lučenci s obrovskou armádou, zatímco na hradě je jen nepočetná posádka. Huňad, krutý uherský vůdce, se domnívá, že hrad brzo obsadí, nicméně Češi a Slováci kladou odpor. Huňad dá ze vzteku popravit a upálit zajatce, o které Janko přišel v Uhrách. Češi se brání tím více, ale dlouho se jim nedaří. V neustálém vedru jim dochází voda a pomoc se neblíží. Uzdravený Ondrejko i další chtějí vytáhnout na poslední boj a v něm se buď prosekat nebo padnout, ale velitel jim to nedovolí. Slíbil Janu Jiskrovi, že Uhry udrží co nejdéle. Nakonec však podlehne a pošle k Huňadovi posla o vyjednání předání hradu výměnou za život pěti set bojovníků. Huňad se jim ovšem vysměje a podnikne velký útok. Jenže to už dorazily posily – Jan Jiskra se vrací z bitvy, stejně jako Pobera i Janko Kozic. Dohromady s lučenskou posádkou Uhry rozmetají.
Na konci prvního svazku si ještě znepřátelení Pobera a Talafús slíbí souboj na život a na smrt, jen co jim skončí válečné povinnosti. Pobera totiž Talafúsovi neodpustil únos Márie.

### Svazek II – Mária
Válka mezi Janem Jiskrou a Huňadem se pomalu obnovuje a tentokrát má navrch uherský gubernátor. Ačkoliv vyhrává většinu důležitých bitev, pomalu se schyluje k míru. Do popředí se totiž dostává problém nezletilého krále Ladislava. Všechny části říše chtějí mít Pohrobka pro sebe, aby se po jeho plnoletosti dostaly k moci. O to usilují i Uhři, kteří by rádi ukončili válku a místo toho se soustředili na získání královy přízně.
Mária mezitím stál pobývá s Talafúsem. Její zášť vůči němu přetrvává, ale zároveň se do jejího srdce pomalu vkrádá opravdová náklonnost. Mária bojuje s touhou pomstít se za Imricha a vůbec všem Čechům, ale zároveň si uvědomuje, že Talafúsovi vděčí za mnohé. Postupem času se k němu chová lépe, nicméně z velké části je to vypočítavostí. Snaží se z něj vymámit jakékoliv vojenské nebo politické tajemství, které pak pomocí svého uherského sluhy předává do své vlasti.
Velkou sílu prokáže v době, kdy je na Talafúsově hradě vězněn Jagerský biskup. Mária mu posílá jídlo na přilepšenou a také tajně zprávy o dění ve světě. Poté, co je smluven mír mezi Jiskrou a Huňadem, musí být biskup propuštěn. Setkává se s Máriou a nabádá ji, aby ve svém úkolu škodit Čechům vytrvala.
Jakmile vojna skončí, dohodnou se Pobera a Talafús na slíbený souboj. Na Jiskrově dvoře se do sebe pustí a Pobera Talafúse těžce zraní. Ten se z bitvy dlouho zotavuje a Mária o něj doma pečuje. Postupem času se ale dostává do podezření, že je to právě ona, kdo Uhrům posílá tajné zprávy. Talafús o ničem netuší a nechce vědět, ale Jiskrův informátor už její počínání sleduje. Nedaří se mu ovšem sehnat důkazy, a tak je bezmocný.
Rota Janka Kozice prožívá klidnější období. Často se stává, že není s kým bojovat, a tak žoldnéři zahálejí. Jenže jednou se zemané dostanou do vesnice, kterou se Uhři chystají vyrabovat. Překvapené soupeře zaženou, ale Janko je, stejně jako Chujava Slimáček, raněn. O všechny raněné se pak na hradě stará knězova sestra Eva. Milé děvče si oblíbí jak Janko, tak upovídaný Chujava. K pokusu získat si její srdce se nakonec odhodlá jen Slimáček, ale neuspěje.
Doma u Koziců hodně strádá zmrzačený Štefan. Tomu se stala Ondrejkova Zuzka blízkou přítelkyní, až se do ní nechtě také zamiloval. Zuzka se samozřejmě těší na svého Ondrejka a o strastech Štefana nemá nejmenší zdání. Prostřední z bratrů se velmi trápí a chystá se utéct z domu, protože už si neví rady. Jakmile je vyhlášen mír, Ondrejko se vrací domů za Zuzkou, kdežto Štefan tajně prchne za Jankem.

### Svazek III – Žebráci
Jiskra musel na žádost krále odevzdat všechny své hrady do uherské správy, ale všichni jeho vojáci přešli pod Petra Aksamita z Bratrstva. Na hlavní základnu, Spišský zámek, se stěhují také Talafús s Máriou, Janko Kozic, Pobera a další.
Na Uhry útočí z jihu Turci, čehož chce bratrstvo využít ve svůj prospěch. Připraví velké tažení, kterým chce uherské vojsko zaskočit. Jenže Mária, dále věrná Uhrům, posílá prostřednictvím svého sluhy Mihála varování a bratříci padnou do léčky. Výpravě velí Talafús, ale Pobera s Kozicem jej neposlechnou a vydají se s jízdními dále, než mají. Jakmile se jejich roty ocitnou v pasti, je posila daleko. Situace je velmi vážná, ale Talafús s částí vojska na poslední chvíli obklíčené druhy vyseká. Sám je však těžce raněn.
Bitva pokračuje poté, co na místo dorazily pěší oddíly bratrstva. Talafús je mezitím přemístěn do bezpečí. To ovšem netrvá dlouho – uherské vojsko, které se chystalo na Turky, překvapilo a vydalo se místo toho jednou provždy vypudit Čechy z „Horní země“. Oblehnou samotný Spišský hrad, kde sídlí Aksamit. Pevnost je ale dobře chráněná a má vlastní zásoby vody. Není tedy snadné ji vyležet. Uhři včetně Jagerského biskupa podniknou několik útoků, ale díky skvělé obraně se posádka hradu drží. Mária s Mihálym však nezahálí. Chystají další zradu a využijí k tomu zmrzačeného Štefana Kozice. Právě jeho jizbou se Mihály vydává do ležení Uhrů podat nejnovější zprávy a vrací se v doprovodu mnoha vojáků. Uhři se pustí do velkého útoku a díky lstivém průniku do hradu vítězí. Mnoho Čechů a Slováků v obraně padne včetně Štefana. Zbytek se stáhne na horní část hradu, kde se znovu opevní. Z obklíčení jsou žoldnéři osvobozeni až díky zásahu Pobery a Janka Kozice.
Mária se v bitvě dostane na stranu Uhrů a ubytuje se v jejich ležení. Jagerský biskup se ji chce za věrné služby odměnit, ale má také jiné postranní úmysly. Toho se Mária leká, a i když je ráda, že Bratrstvo dostalo díky ní tvrdou ránu, Talafús ji chybí. Právě kvůli němu prchne na nový hrad Bratrstva, Tábor. Jde tedy znovu do nepřátelského prostředí, ale stále věří, že nikdo z Bratrstva nemá důkazy o její zradě. Mýlí se však – někdejší Jiskrův informátor Žáček o ní ví všechno.
Zatímco Talafús stále věří v Máriinu nevinu, zbytek velitelů ji tvrdě odsuzuje a Talafúse s ní. Janko Kozic, kterému Mária zabila bratra Štefana, na ni nalíčí past a odveze ji za vyhlášeným černokněžníkem. Mária se před ním dozná ke všemu kromě zrady Talafúse – toho prý opravdu miluje. Přiznání vyslechnou velitelé rot a rozzlobeni Márii málem zabijí. Talafús přijíždí právě včas, aby se s umírající Máriou rozloučil.
Bratrstvo se pak znovu postaví útoku Uhrů v bitvě u Šarišského potoka, ale tentokrát proti nim stojí obrovská přesila. Aksamit, Janko Kozic i Pobera ve velké bitvě padnou a s nimi i drtivá většina Bratrstva. Talafús a pár dalších se sice zachrání, ale musí prchnout. Všichni se nechají naverbovat do služeb Jiskry, který se na pověření krále vrací. Talafús ovšem odjíždí domů na Moravu. Brzy na to je ale vyhlášen mír, aby mohli Uhři zaútočit na Turky.
Žoldnéře dlouhá zahálka unavuje, a tak se vydají za výdělkem jinam – většinou do Polska. Ani tam však dlouho nevydrží, jenže už nemají kam jít. Postupně se z nich stávají „žebráci“, kteří se nechají najmout, kdekoliv to jenom jde. Je jim jedno, na čí straně bojují.

## Zajímavosti
- Poprvé psal Jirásek o bratřících v povídce Hejtmanská sláva, kterou publikoval v Květech v roce 1883. Byl to romantický příběh o Janu Talafúsovi, jak se vrátil ze Slovenska na tvrz Ostrov, kterou kdysi daroval sestře, a jak tam skonal.[1] Jirásek na bratříky myslel i v dalších letech a v době, kdy psal romány Mezi proudy a Proti všem, sbíral prameny i o nich. V roce 1896 dr. Fr. L. Rieger, velký přítel Slovenska, obstaral Jiráskovi stipendium na studijní cestu na Slovensko, aby tam mohl nasbírat materiál k románu o bratřících v Uhrách.[2] Jedna cesta však nestačila, a proto se Jirásek roku 1897 vypravil na Slovensko podruhé. V roce 1907 se tam vydal potřetí, když potřeboval doplnit podklady pro III. díl Bratrstva.[3]
- Jirásek nemohl obsáhnout celou historii bratříků; ti působili v letech 1445–1467 nejen v Uhrách, ale i v Rakousku a Polsku. Děj Jiráskovy trilogie se odehrává v Horní zemi (na Slovensku), a to v poměrně krátkém úseku let 1451–1453; v závěrečných šesti kapitolách třetího dílu je však historie bratříků dovedena až k zániku jejich oddílů, tj. k bitvě u Sárospataku v roce 1458 a k dobytí tábora u obce Veľké Kostoľany v roce 1467.[4]
- Trilogie Bratrstvo vznikala postupně, Jirásek na ní pracoval mnoho let.
  - První díl (Bitva u Lučence) vycházel v časopise Zlatá Praha v roce 1899, knižně vyšel v roce 1900.
  - Druhý díl (Mária) vycházel ve Zlaté Praze v roce 1904, knižně byl vydán v roce 1905.
  - Závěrečný třetí díl (Žebráci) vycházel ve Zlaté Praze v roce 1908 a ke knižnímu vydání došlo v roce 1909.
- Jiráskovo Bratrstvo bylo přeloženo do slovenštiny (Bratstvo: tri rapsódie, I – III), a to dvakrát: první překlad byl vydán v letech 1922–1924 a v novém překladu vyšla trilogie v roce 1954. Polský překlad (Bractwo: Trzy rapsody. Tom 1–3) byl vydán v roce 1957.
- V trilogii byl Jirásek inspirován skutečnými postavami, např. Jana Talafúse z Ostrova či Petra Aksamita z Lideřovic.

## Vydání
Jiráskova trilogie vyšla česky více než dvacetkrát, uvádíme vydání v nakladatelství Československý spisovatel.
- JIRÁSEK, Alois. Bratrstvo: Tři rapsódie. 1. [díl], Bitva u Lučence. Kresby: Cyril Bouda. Praha: Československý spisovatel, 1978. 400, [4] s.
- JIRÁSEK, Alois. Bratrstvo: [Tři rapsódie]. 2. [díl], Mária. Kresby: Cyril Bouda. Praha: Československý spisovatel, 1978. 426, [4] s.
- JIRÁSEK, Alois. Bratrstvo: Tři rapsódie. 3. [díl], Žebráci. Kresby: Cyril Bouda. Praha: Československý spisovatel, 1978. 479, [4] s.